# Hải Khẩu
Hải Khẩu (tiếng Trung: 海口; bính âm: Hǎikǒu) là một địa cấp thị nằm ở bờ biển phía bắc của đảo Hải Nam, thuộc tỉnh Hải Nam, ngoài khơi phía nam Trung Quốc. Thành phố có diện tích 2.280 km vuông (880 dặm vuông) và dân số 2.046.189 người, là thành phố lớn nhất trên đảo. Nó là thành phố trực thuộc tỉnh và là thủ phủ tỉnh Hải Nam mới được thành lập vào năm 1988.
Hải Khẩu ban đầu là một thành phố cảng, đóng vai trò là cảng của huyện Quỳnh Sơn. Hải Khẩu được phát triển như một hải cảng trong Chiến tranh Trung-Nhật lần thứ hai sau khi đế quốc Nhật Bản chiếm đóng hòn đảo; sau chiến tranh thế giới thứ hai, Hải Khẩu và cả đảo Hải Nam vẫn nằm dưới sự kiểm soát của Quốc dân đảng cho đến khi Chiến dịch Đổ bộ lên Đảo Hải Nam của Đảng Cộng sản Trung Quốc được triển khai, dẫn đến thành phố rơi vào tay phe cộng sản. Hiện tại, hơn một nửa tổng lượng thương mại của hòn đảo vẫn đi qua các cảng của thành phố.

## Lịch sử
Thời nhà Hán, Hải Khẩu thuộc huyện Đại Mạo, quận Châu Nhai. Thời nhà Tùy, Hải Khẩu là một cảng của huyện Quỳnh Sơn, thủ phủ thời cổ của đảo Hải Nam, nằm sâu trong đất liền 5 km. Thời nhà Đường lập ra Bạch Sa Tân (bến Cát trắng) thuộc thành Quỳnh Châu với dịch trạm Cổ Độ để kiểm soát thương mại giữa Quỳnh Châu và Lôi Châu. Thời Nam Tống lập Hải Khẩu phổ, bao gồm khu vực ngày nay là nhai đạo Hải Điện của quận Mỹ Lan. Sau đó thì Hải Khẩu phổ đã dần vượt qua Bạch Sa Tân để trở thành hải cảng chính của đảo. Từ năm 1271, nhà Nguyên lập phiên doanh ở đây. Năm Hồng Vũ thứ 27 (1395), Minh Thái Tổ lập pháo thành, đổi Hải Khẩu phổ thành Hải Khẩu sở. Nơi đây được tăng cường đáng kể và trở thành một cảng quân sự. Cảng này nằm ở phía tây cửa sông Nam Độ, con sông lớn nhất trên đảo Hải Nam.
Khi Quỳnh Sơn được mở cửa cho ngoại thương theo Hòa ước Thiên Tân (1858), Hải Khẩu bắt đầu phát triển và dần vượt trội so với thành phố hành chính cũ. Năm Quang Tự thứ nhất (1875), lập hải quan Hải Khẩu. Trong thời kỳ đầu của Trung Hoa dân quốc, Hải Khẩu sở đổi thành Hải Khẩu trấn. Năm 1926, Hải Khẩu vượt qua Quỳnh Sơn về quy mô dân số và từ thập niên 1930 trở đi nơi đây được tuyên bố là một đơn vị hành chính riêng biệt.
Hải Khẩu phát triển như là một cảng biển trong Chiến tranh Trung-Nhật lần hai (1937–1945) khi người Nhật xâm chiếm đảo Hải Nam từ năm 1939 tới năm 1945.
Kể từ năm 1949, Hải Khẩu duy trì vai trò như là cảng chính của đảo Hải Nam, với trên một nửa kim ngạch thương mại của đảo trung chuyển qua đây. Nó đã thay thế Quỳnh Sơn trong vai trò trung tâm hành chính của đảo. Ngày 23 tháng 4 năm 1950, thành phố chuyển về tay chính quyền Cộng hòa Nhân dân Trung Hoa. Năm 1988, Hải Khẩu được nâng cấp lên thành địa cấp thị cũng như là thủ phủ của tỉnh mới được thành lập là tỉnh Hải Nam. Trước đó, cả hòn đảo vẫn trực thuộc tỉnh Quảng Đông.
Phố cổ Hải Khẩu có những tòa nhà lâu đời nhất trong thành phố và phần lớn được xây dựng bởi những người Trung Quốc giàu có từ đại lục và một số "người Hoa kiều" đã trở về quê hương của họ. Những ngôi nhà là sự pha trộn của nhiều phong cách kiến trúc khác nhau bao gồm Bồ Đào Nha, Pháp và Đông Nam Á. Các đường phố từng được chia thành các khu vực riêng biệt để bán thuốc bắc và thuốc tây, lụa và quần áo may sẵn, một khu bán thịt và cá tươi, một số khu bán hương, nến, giấy, mực và các hàng hóa khác.
Nhiều dự án hiện đang được thảo luận để quyết định cách tốt nhất để khôi phục và bảo tồn những tòa nhà lịch sử này.

## Địa lý
Hải Khẩu nằm trên bờ biển phía bắc của đảo Hải Nam, cạnh vịnh Hải Khẩu, đối diện với bán đảo Lôi Châu của Trung Quốc đại lục qua eo biển Quỳnh Châu. Thành phố nằm trên bình nguyên Hà Khẩu, trong khoảng tọa độ từ 19,57 - 20,05 ° vĩ bắc, 110,10 - 110,23 ° kinh đông của phần cực nam Trung Quốc trong một khu vực trải dài từ ám sa Tằng Mẫu ở phía nam đến eo biển Quỳnh Châu ở phía bắc, giáp các vùng biển thuộc biển Đông và ngăn cách với vùng Bắc Bộ của Việt Nam ở phía tây bởi vịnh Bắc Bộ. Về mặt hành chính, phía tây của nó là huyện Lâm Cao, phía nam là huyện An Định, phía đông là thành phố Văn Xương.
Phần lớn thành phố gần như hoàn toàn bằng phẳng và chỉ cao hơn mực nước biển vài mét. Nó có diện tích 2.304,84 km2 (889,90 sq mi). Sông Meishe uốn lượn qua phía đông của thành phố, chảy theo hướng bắc đến sông Haidian.
Phần phía bắc của thành phố Hải Khẩu, huyện của đảo Haidian, được ngăn cách với phần chính của Hải Khẩu bởi sông Haidian, một phụ lưu của sông Nam Độ. Quận này được kết nối bằng một trong bốn cây cầu, lớn nhất là cầu Hải Khẩu Thế kỷ, nối quận Guomao với đảo Haidian ở cửa sông Haidian. Từ đông sang tây, ba kết nối đường còn lại được cung cấp bởi các Cầu Renmin, Hà Bình và Xinbu.
Phía đông bắc của Hải Khẩu và ở phía đông của đảo Haidian là đảo Xinbu.

## Khí hậu
Hải Khẩu nằm ở rìa phía bắc của khu vực khí hậu nhiệt đới, và là một phần của đới hội tụ liên chí tuyến. Tháng 4 đến tháng 10 là giai đoạn hoạt động của các cơn bão nhiệt đới, hầu hết trong số đó xảy ra trong khoảng thời gian từ tháng 8 đến tháng 9. Tháng 5 đến tháng 10 là mùa mưa với lượng mưa lớn nhất xảy ra vào tháng 9. Mặc dù cách chí tuyến Bắc 378 km (235 dặm) về phía nam và thuộc khu vực giao nhau giữa khí hậu nhiệt đới ẩm và khô (Köppen: Aw), thành phố lại có nhiều đặc điểm của khí hậu cận nhiệt đới ẩm (Koppen: Cwa), dù thời tiết lạnh hiếm khi xảy ra. Ngược lại, khu vực này có mùa hè nóng và mùa đông ấm áp, thường có độ ẩm cao. Nhiệt độ cực hạn đã dao động từ 2,8-39,6 °C (37-103 °F). Từ tháng 6 đến tháng 10, những cơn mưa xối xả có thể xảy ra, với bảy ngày mỗi năm nhận được ít nhất 50 mm (1,97 in) mưa; giai đoạn này chiếm gần 70% lượng mưa hàng năm 1.650 mm (65 in). Với tỷ lệ phần trăm hàng tháng của ánh nắng mặt trời có thể khác nhau, từ 31% trong tháng Hai đến 61% trong tháng Bảy, thành phố nhận được 2.070 giờ ánh nắng mặt trời hàng năm.
| Dữ liệu khí hậu của Hải Khẩu (trung bình vào 1971–2000, cực độ 1951–2013) | Dữ liệu khí hậu của Hải Khẩu (trung bình vào 1971–2000, cực độ 1951–2013) | Dữ liệu khí hậu của Hải Khẩu (trung bình vào 1971–2000, cực độ 1951–2013) | Dữ liệu khí hậu của Hải Khẩu (trung bình vào 1971–2000, cực độ 1951–2013) | Dữ liệu khí hậu của Hải Khẩu (trung bình vào 1971–2000, cực độ 1951–2013) | Dữ liệu khí hậu của Hải Khẩu (trung bình vào 1971–2000, cực độ 1951–2013) | Dữ liệu khí hậu của Hải Khẩu (trung bình vào 1971–2000, cực độ 1951–2013) | Dữ liệu khí hậu của Hải Khẩu (trung bình vào 1971–2000, cực độ 1951–2013) | Dữ liệu khí hậu của Hải Khẩu (trung bình vào 1971–2000, cực độ 1951–2013) | Dữ liệu khí hậu của Hải Khẩu (trung bình vào 1971–2000, cực độ 1951–2013) | Dữ liệu khí hậu của Hải Khẩu (trung bình vào 1971–2000, cực độ 1951–2013) | Dữ liệu khí hậu của Hải Khẩu (trung bình vào 1971–2000, cực độ 1951–2013) | Dữ liệu khí hậu của Hải Khẩu (trung bình vào 1971–2000, cực độ 1951–2013) | Dữ liệu khí hậu của Hải Khẩu (trung bình vào 1971–2000, cực độ 1951–2013) |
| Tháng                                                                     | 1                                                                         | 2                                                                         | 3                                                                         | 4                                                                         | 5                                                                         | 6                                                                         | 7                                                                         | 8                                                                         | 9                                                                         | 10                                                                        | 11                                                                        | 12                                                                        | Năm                                                                       |
| ------------------------------------------------------------------------- | ------------------------------------------------------------------------- | ------------------------------------------------------------------------- | ------------------------------------------------------------------------- | ------------------------------------------------------------------------- | ------------------------------------------------------------------------- | ------------------------------------------------------------------------- | ------------------------------------------------------------------------- | ------------------------------------------------------------------------- | ------------------------------------------------------------------------- | ------------------------------------------------------------------------- | ------------------------------------------------------------------------- | ------------------------------------------------------------------------- | ------------------------------------------------------------------------- |
| Cao kỉ lục °C (°F)                                                        | 33.5 (92.3)                                                               | 37.2 (99.0)                                                               | 38.1 (100.6)                                                              | 39.6 (103.3)                                                              | 38.8 (101.8)                                                              | 38.4 (101.1)                                                              | 38.4 (101.1)                                                              | 37.0 (98.6)                                                               | 36.0 (96.8)                                                               | 34.5 (94.1)                                                               | 34.7 (94.5)                                                               | 31.5 (88.7)                                                               | 39.6 (103.3)                                                              |
| Trung bình ngày tối đa °C (°F)                                            | 21.0 (69.8)                                                               | 22.3 (72.1)                                                               | 26.0 (78.8)                                                               | 29.7 (85.5)                                                               | 31.9 (89.4)                                                               | 32.9 (91.2)                                                               | 33.1 (91.6)                                                               | 32.3 (90.1)                                                               | 30.7 (87.3)                                                               | 28.4 (83.1)                                                               | 25.1 (77.2)                                                               | 22.0 (71.6)                                                               | 28.0 (82.4)                                                               |
| Trung bình ngày °C (°F)                                                   | 17.7 (63.9)                                                               | 18.7 (65.7)                                                               | 21.8 (71.2)                                                               | 25.2 (77.4)                                                               | 27.4 (81.3)                                                               | 28.5 (83.3)                                                               | 28.6 (83.5)                                                               | 28.1 (82.6)                                                               | 27.2 (81.0)                                                               | 25.3 (77.5)                                                               | 22.3 (72.1)                                                               | 19.0 (66.2)                                                               | 24.2 (75.6)                                                               |
| Tối thiểu trung bình ngày °C (°F)                                         | 15.4 (59.7)                                                               | 16.4 (61.5)                                                               | 19.1 (66.4)                                                               | 22.4 (72.3)                                                               | 24.5 (76.1)                                                               | 25.5 (77.9)                                                               | 25.5 (77.9)                                                               | 25.3 (77.5)                                                               | 24.6 (76.3)                                                               | 22.9 (73.2)                                                               | 19.9 (67.8)                                                               | 16.7 (62.1)                                                               | 21.5 (70.7)                                                               |
| Thấp kỉ lục °C (°F)                                                       | 2.8 (37.0)                                                                | 6.5 (43.7)                                                                | 6.4 (43.5)                                                                | 9.8 (49.6)                                                                | 16.3 (61.3)                                                               | 21.2 (70.2)                                                               | 21.0 (69.8)                                                               | 21.7 (71.1)                                                               | 17.5 (63.5)                                                               | 14.1 (57.4)                                                               | 10.0 (50.0)                                                               | 5.3 (41.5)                                                                | 2.8 (37.0)                                                                |
| Lượng Giáng thủy trung bình mm (inches)                                   | 19.5 (0.77)                                                               | 35.0 (1.38)                                                               | 50.6 (1.99)                                                               | 100.2 (3.94)                                                              | 181.4 (7.14)                                                              | 227.0 (8.94)                                                              | 218.1 (8.59)                                                              | 235.6 (9.28)                                                              | 244.1 (9.61)                                                              | 224.4 (8.83)                                                              | 81.3 (3.20)                                                               | 34.9 (1.37)                                                               | 1.652,1 (65.04)                                                           |
| Số ngày giáng thủy trung bình (≥ 0.1 mm)                                  | 8.4                                                                       | 10.6                                                                      | 10.1                                                                      | 11.5                                                                      | 16.5                                                                      | 16.0                                                                      | 15.0                                                                      | 14.9                                                                      | 14.3                                                                      | 12.5                                                                      | 7.9                                                                       | 7.3                                                                       | 145.0                                                                     |
| Độ ẩm tương đối trung bình (%)                                            | 86                                                                        | 88                                                                        | 86                                                                        | 85                                                                        | 84                                                                        | 83                                                                        | 82                                                                        | 85                                                                        | 85                                                                        | 83                                                                        | 80                                                                        | 81                                                                        | 84                                                                        |
| Số giờ nắng trung bình tháng                                              | 109.1                                                                     | 98.7                                                                      | 137.3                                                                     | 167.9                                                                     | 218.1                                                                     | 222.8                                                                     | 251.3                                                                     | 217.7                                                                     | 193.8                                                                     | 176.7                                                                     | 144.8                                                                     | 131.3                                                                     | 2.069,5                                                                   |
| Nguồn: Cục Khí tượng Trung Quốc                                           |                                                                           |                                                                           |                                                                           |                                                                           |                                                                           |                                                                           |                                                                           |                                                                           |                                                                           |                                                                           |                                                                           |                                                                           |                                                                           |

## Nhân khẩu
Theo Điều tra dân số năm 2010, thành phố Hải Khẩu cấp tỉnh có dân số đăng ký là 2.046.189 người, nhiều hơn 537.848 người so với dân số được kê khai trong điều tra dân số trước đây vào năm 2000. Mức tăng dân số trung bình hàng năm trong giai đoạn 2000–2010 là 3,1 phần trăm. Phần lớn dân cư của Hải Khẩu là người Hán (khoảng 97,75%, theo Điều tra dân số năm 2010).

## Hành chính
| Map                              | Map                  | Map          | Map        | Map           | Map                  |
| -------------------------------- | -------------------- | ------------ | ---------- | ------------- | -------------------- |
| Long Hoa Tú Anh Quỳnh Sơn Mỹ Lan |                      |              |            |               |                      |
| Quận                             | Tiếng Trung phồn thể | Bính âm      | Vùng (km²) | Dân số (2010) | Mật độ dân cư (/km²) |
| Long Hoa                         | 龙华区               | Lónghuá Qū   | 275        | 593,018       | 2,156                |
| Tú Anh                           | 秀英区               | Xiùyīng Qū   | 512        | 349,544       | 683                  |
| Quỳnh Sơn                        | 琼山区               | Qióngshān Qū | 940        | 479,960       | 511                  |
| Mỹ Lan                           | 美兰区               | Měilán Qū    | 553        | 623,667       | 1128                 |

## Kinh tế

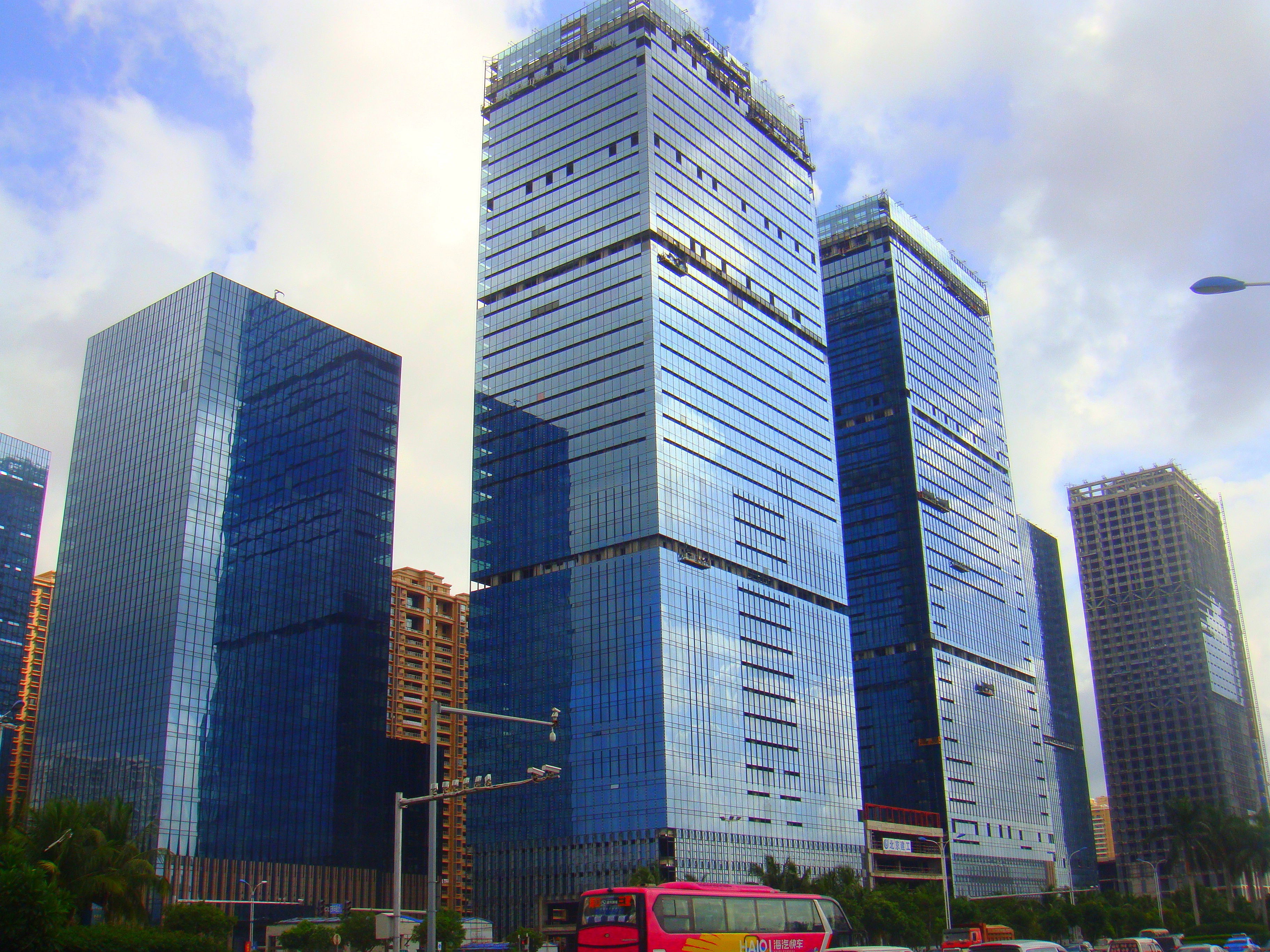
Một khu thương mại trên đường Guoxing

GDP đầu người năm 2003 là 23.920 nhân dân tệ (tương đương 2.890 USD), xếp thứ 43 trên 659 thành phố của Trung Quốc. GDP bình quân đầu người đạt 3,573 USD trong năm 2008, đứng thứ 43 trong số 659 thành phố Trung Quốc. Năm 2011, GDP của thành phố đạt 71,3 tỷ nhân dân tệ, chiếm khoảng 30% tổng số của tỉnh.
Hải Khẩu xuất khẩu một số lượng đáng kể sản phẩm nông nghiệp và chăn nuôi. Có một lượng nhỏ ngành công nghiệp, bao gồm đóng hộp, dệt may, xuất khẩu gạo, và kỹ thuật ánh sáng.
'Khu du lịch quốc tế và trung tâm thương mại' đang được xây dựng ở phía tây của đại lộ Guoxing. Con đường này từng là nhà của các tòa nhà chính phủ. Bắt đầu từ khoảng năm 2011, HNA và các nhóm khác đã bắt đầu dựng lên các tòa nhà văn phòng. Cũng nằm ở phía tây của Guoxing là HNA Building, trụ sở của hãng hàng không Hải Nam.
Gần phía nam của Hải Khẩu, nhà sản xuất ô tô Haima có trụ sở toàn cầu.
Khu thương mại tự do Hải Khẩu (Haikou FTZ) (海口 保税区) là một tiểu bang, diện tích 1.93 km vuông nằm giữa đường Nam Hải và đường Yehai. Nó đã được Hội đồng Nhà nước phê chuẩn ngày 21 tháng 10 năm 1992

## Giáo dục

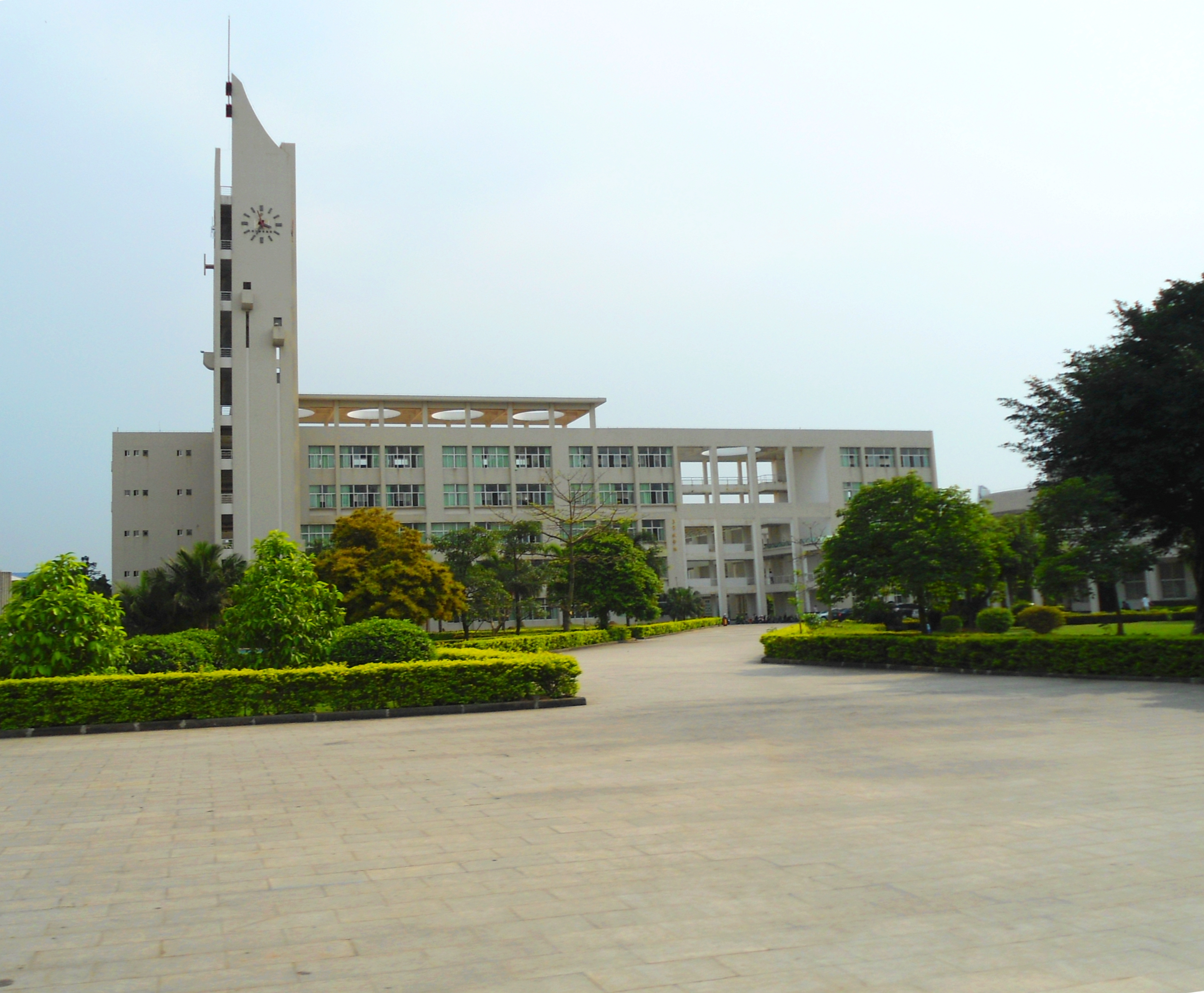
Đại học Hải Nam.

Tại đây có trường Đại học Hải Nam và một số trường trung học như Trung học Hải Nam, Trung học Hoa kiều Hải Nam, Trung học Quỳnh Sơn, Trung học đệ nhất Hải Khẩu, Trung học thực nghiệm.

## Giao thông

### Đô thị
Hải Khẩu có một dịch vụ xe buýt đô thị phong phú. Giá vé tiêu chuẩn là 1 nhân dân tệ, không có thẻ xe buýt, vé hoặc hệ thống trung chuyển tại chỗ. Xe buýt nhỏ đô thị hoạt động trước năm 2009, nhưng sau đó đã bị loại bỏ dần. Xe taxi và xe máy điện hoạt động khắp thành phố. Trong suốt năm 2009–2010, xe ôm chạy bằng xăng đã bị cảnh sát cấm và thu giữ tại nhiều trạm kiểm soát trong thành phố.
Hải Khẩu đã có sự gia tăng đáng kể về ô tô kể từ đầu những năm 2000. Giao thông trên các đường phố chính, trước đây là đèn, giờ đây tương tự như các thành phố lớn khác, với các vấn đề về giờ cao điểm đã khiến thành phố phải mở rộng một số tuyến đường chính và xây dựng một đường trên cao mới từ cuối phía tây của Đại lộ Guoxing đến các khu phát triển mới ở phía tây Holiday Beach.
Nhiều tuyến đường chính trong thành phố có làn đường phụ, được ngăn cách bằng dải phân cách, dành cho xe hai bánh.
Các rào cản vật lý đã được lắp đặt trên nhiều con đường hai chiều chính trong thành phố để phân cách các làn đường ngược chiều. Chúng được lắp đặt vì lý do an toàn để ngăn người đi bộ băng qua đường ở những vị trí không phải là giao lộ.
Đường vòng không phổ biến ở Hải Khẩu, được sử dụng chủ yếu trên đường Hải Tú và một số địa điểm khác.
Camera giao thông được sử dụng tại nhiều nút giao thông chính trong thành phố, với vé phạt sẽ được phát qua đường bưu điện cho các hành vi vi phạm đèn giao thông.
Có một đường hầm trong thành phố, Đường hầm Qiaozhong.

### Xe đạp chia sẻ

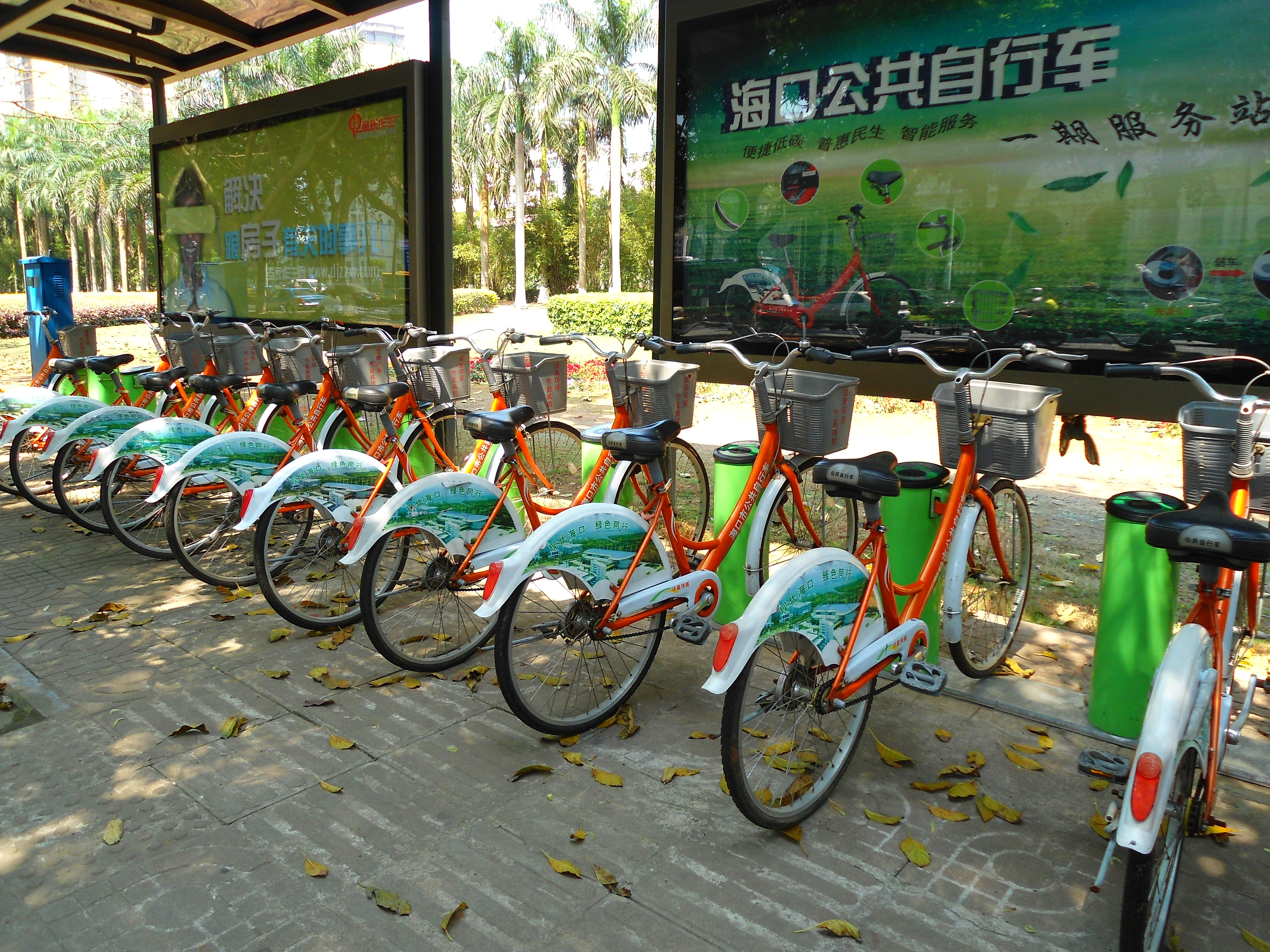
Một trạm xe đạp công cộng ở Hải Khẩu.

Hệ thống chia sẻ xe đạp công cộng Hải Khẩu có khoảng 20.000 chiếc. Một hệ thống thẻ quẹt trả trước được sử dụng để sử dụng chúng. Bắt đầu từ ngày 24 tháng 1 năm 2017, xe đạp dùng chung "không đế" dựa trên ứng dụng chạy riêng đã được đưa vào sử dụng. Đến tháng 4, có khoảng 40.000 loại xe đạp loại này được cung cấp. Ofo, Mobike và "Quick to" đều có giá 2 nhân dân tệ mỗi giờ. Xe đạp Ofo và xe đạp "Quick to" có lốp có săm, nghĩa là nhiều chiếc được để lại trong thành phố với lốp xẹp. Hệ thống Xe đạp Công cộng Hải Khẩu đã lắp đặt một số loại xe đạp mới, hiện đại hơn với lốp không thể bị thủng. Một phần đội xe của Mobike cũng sử dụng các loại lốp này.

### Đường hàng không
Hải Khẩu được phục vụ bởi Sân bay quốc tế Mỹ Lan Hải Khẩu (IATA: HAK, ICAO: ZJHK), cách thành phố 25 km (16 mi).
Vào tháng 1 năm 2011, Hải Khẩu được chọn là địa điểm thử nghiệm đầu tiên cho một cuộc thử nghiệm cho phép bay trực thăng tư nhân ở Trung Quốc.

### Đường sắt

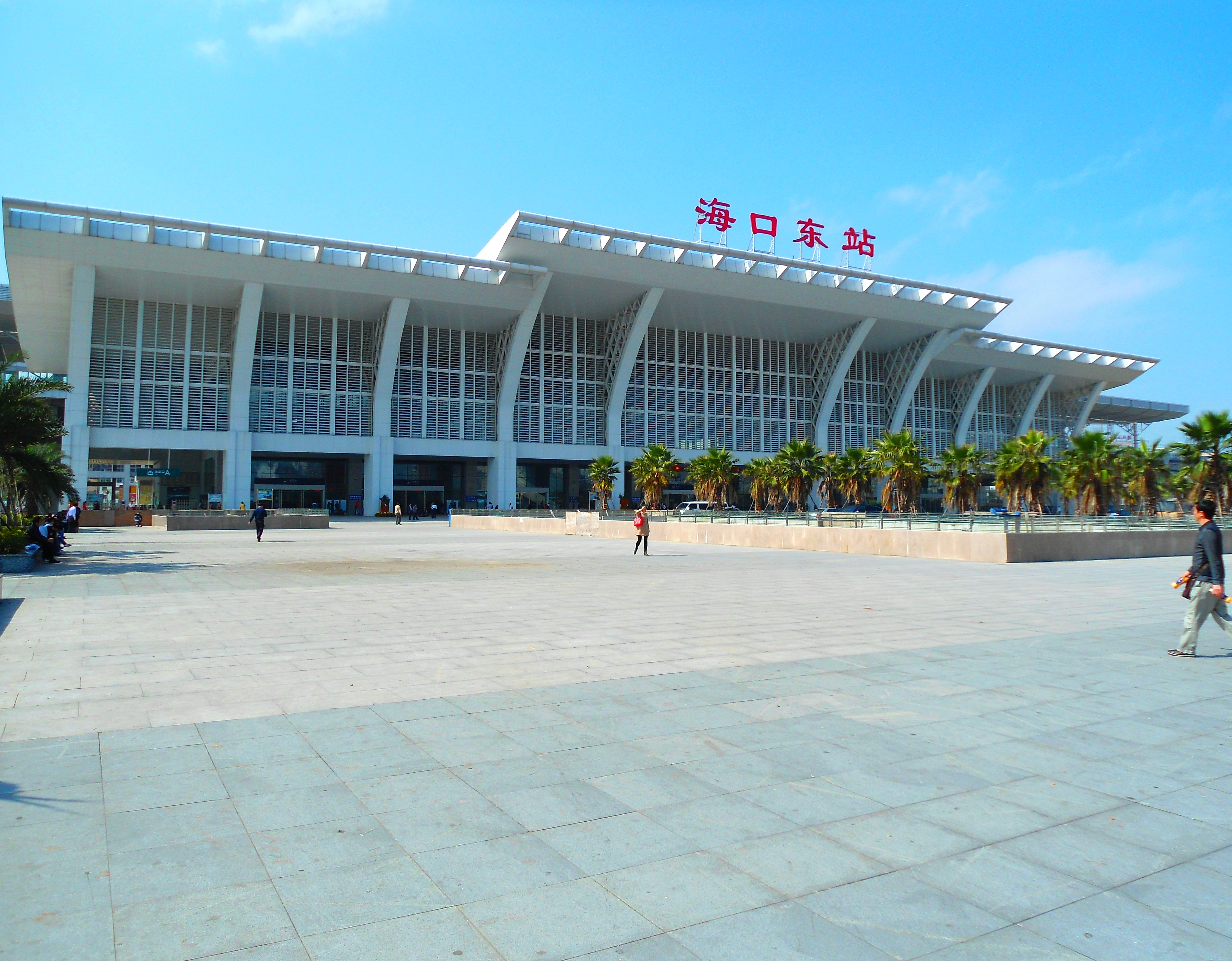
Nhà ga đường sắt Đông Hải Khẩu

Một tuyến đường sắt nối Hải Khẩu với đất liền. Dịch vụ phà vận chuyển các toa xe lửa, cùng với các phương tiện cơ giới khác qua eo biển.
Đường sắt vành đai phía Đông Hải Nam nối Hải Khẩu và Tam Á. Có 15 nhà ga ở giữa, đang hoạt động hoặc vẫn đang được xây dựng. Xe lửa được thiết kế để di chuyển với vận tốc 250 km/h (155 mph). Thời gian di chuyển từ Hải Khẩu đến Tam Á khoảng 1 giờ 22 phút. Ga chính ở Hải Khẩu là ga Đông Hải Khẩu nằm gần đầu phía nam của đường Long Quân. Vào năm 2018, ga phía nam Hải Khẩu, bến xe buýt chính, đã được di dời và bây giờ nằm thẳng về phía đông nam của ga xe lửa phía đông Hải Khẩu.
Năm 2015, tuyến đường sắt cao tốc vành đai phía Tây Hải Nam bắt đầu hoạt động. Tuyến đường sắt cao tốc thứ hai này chạy dọc theo bờ biển phía tây của Hải Nam kết nối với tuyến đường sắt vành đai phía đông Hải Nam.
Bắt đầu từ ngày 1 tháng 7 năm 2019, các chuyến tàu ngoại ô Hải Khẩu bắt đầu hoạt động. Tối đa 7 chuyến tàu CRH6F-A (CRH6F chỉ có 4 toa) với các toa thiết kế đặc biệt sẽ hoạt động giữa ga Hải Khẩu và ga Mỹ Lan. Khoảng cách dài nhất mà nó sẽ đi một chiều là khoảng 38 km với 4 nhà ga ở giữa.

### Đường bộ
Ba đường cao tốc chính nối Hải Khẩu với các vùng khác của Hải Nam, chạy theo hướng đông, tây và nam qua giữa tỉnh. Đường cao tốc Hải Văn nối thành phố với Văn Xương về phía đông nam. Trạm xe buýt chính là Trung tâm Vận tải Hải Khẩu, nằm bên cạnh ga đường sắt Đông Hải Khẩu.

### Cảng biển

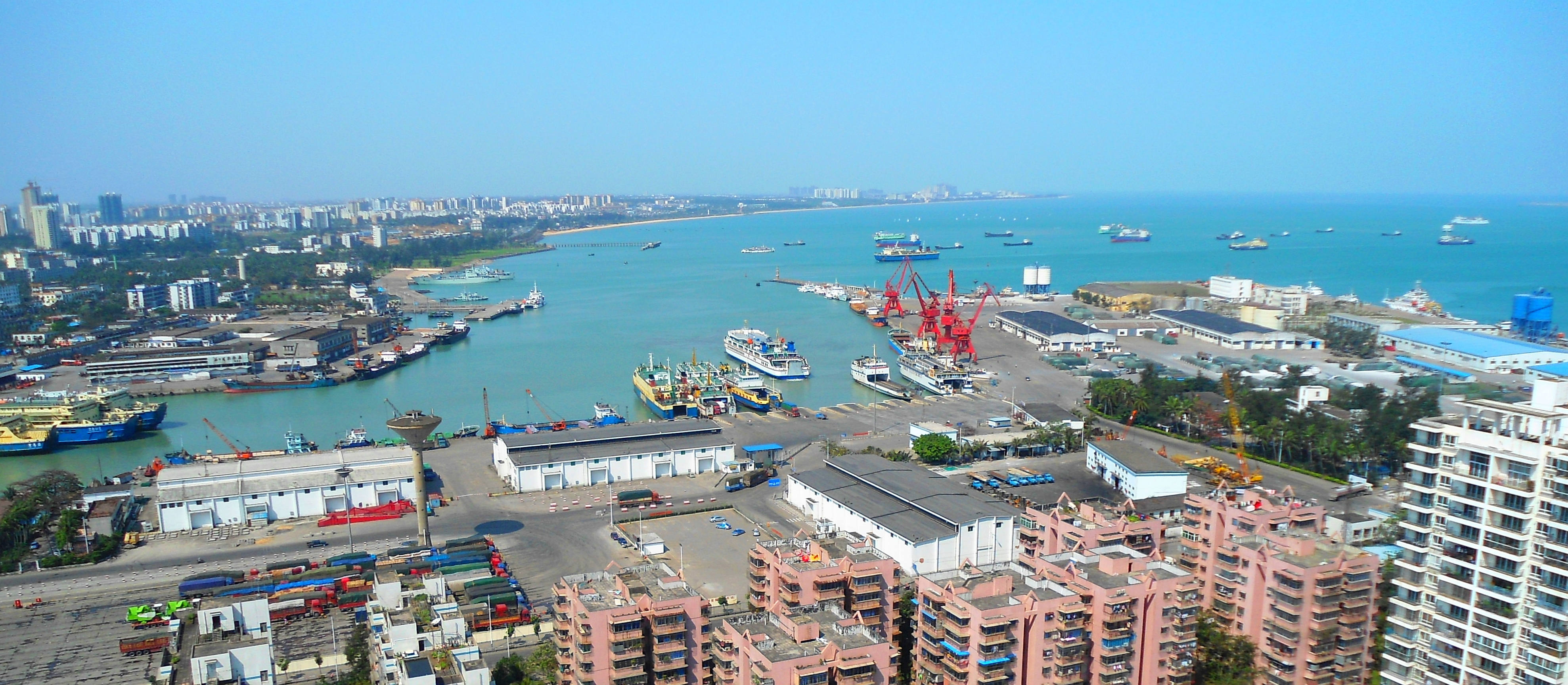
Cảng biển Hải Khẩu Tú Anh

Hải Khẩu có bốn cảng biển phục vụ hành khách và hàng hóa. Cảng mới Hải Khẩu, trước đây được gọi là Cảng Nội, nằm ở phía nam của cửa sông Haidian. Khoảng 7 km (4 mi) về phía tây của Cảng mới Hải Khẩu là Cảng Hải Khẩu Tú Anh. Cảng này lớn hơn đáng kể và là trung tâm phân phối chính cho hàng hóa vào Hải Nam. Nó cũng là một cảng chính để nhập cư vào đảo Hải Nam. Cách trung tâm thành phố Hải Khẩu khoảng 20 km (12 mi) về phía tây là Cảng Nam và Cảng biển mới Hải Khẩu.

## Du lịch
Còn được gọi là "thành phố dừa", Hải Khẩu là một điểm du lịch quan trọng đối với Trung Quốc. Thành phố đã nhận được 4,11 triệu khách du lịch trong năm 2002, tăng 7,99 % so với năm 2001. Thành phố kiếm được khoảng ba tỷ nhân dân tệ (361 triệu đô la Mỹ) từ ngành du lịch trong thời gian đó, tăng 11 % so với năm trước.
Hải Khẩu cũng đang phát triển các cuộc họp, khuyến khích, hội nghị, triển lãm ngành công nghiệp của mình. Chính quyền địa phương thành lập Phòng Triển lãm và Hội nghị Hải Khẩu vào tháng 6 năm 2012 và cam kết 35 triệu nhân dân tệ (5,6 triệu USD) để hỗ trợ sự phát triển của ngành công nghiệp MICE. Nhiều chuỗi khách sạn quốc tế cũng đến. Đến năm 2013, các thương hiệu khách sạn quốc tế bao gồm Shangri-La, Westin (khai trương tháng 9 năm 2013) và Sheraton đã có mặt ở Hải Khẩu.
Trong năm 2016, nhóm thương gia Trung Quốc đã công bố kế hoạch phát triển Thâm Quyến, Hải Khẩu và Tam Á là ba cảng mà những hành khách  đi tàu thủy du lịch trên biển Đông sẽ được phục vụ. Sau đó, một nhà ga tàu thủy lớn đã được khánh thành tại Thâm Quyến vào tháng 10 năm 2016.

## Hình ảnh

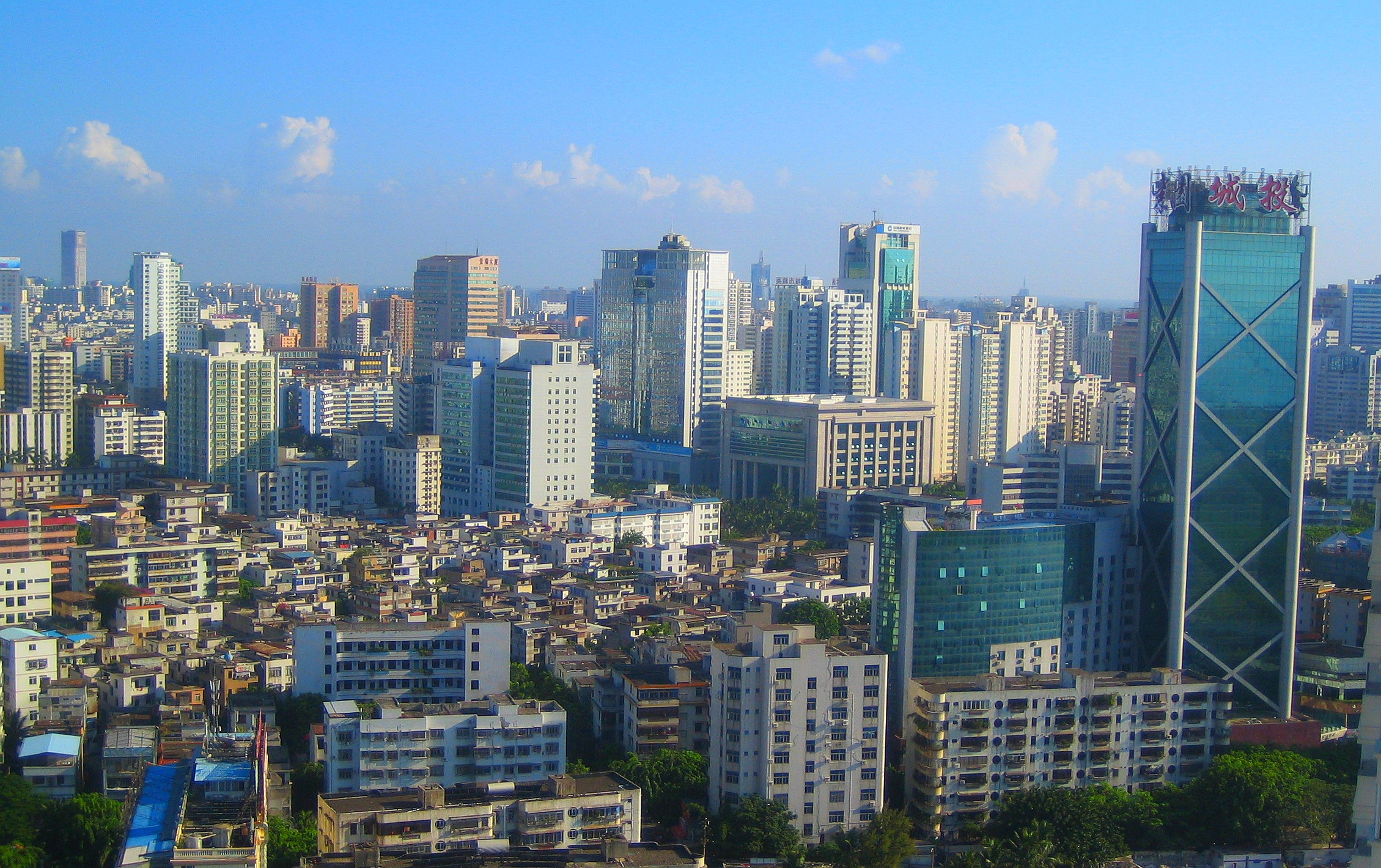
Đường Tân Hải nhìn từ phía nam
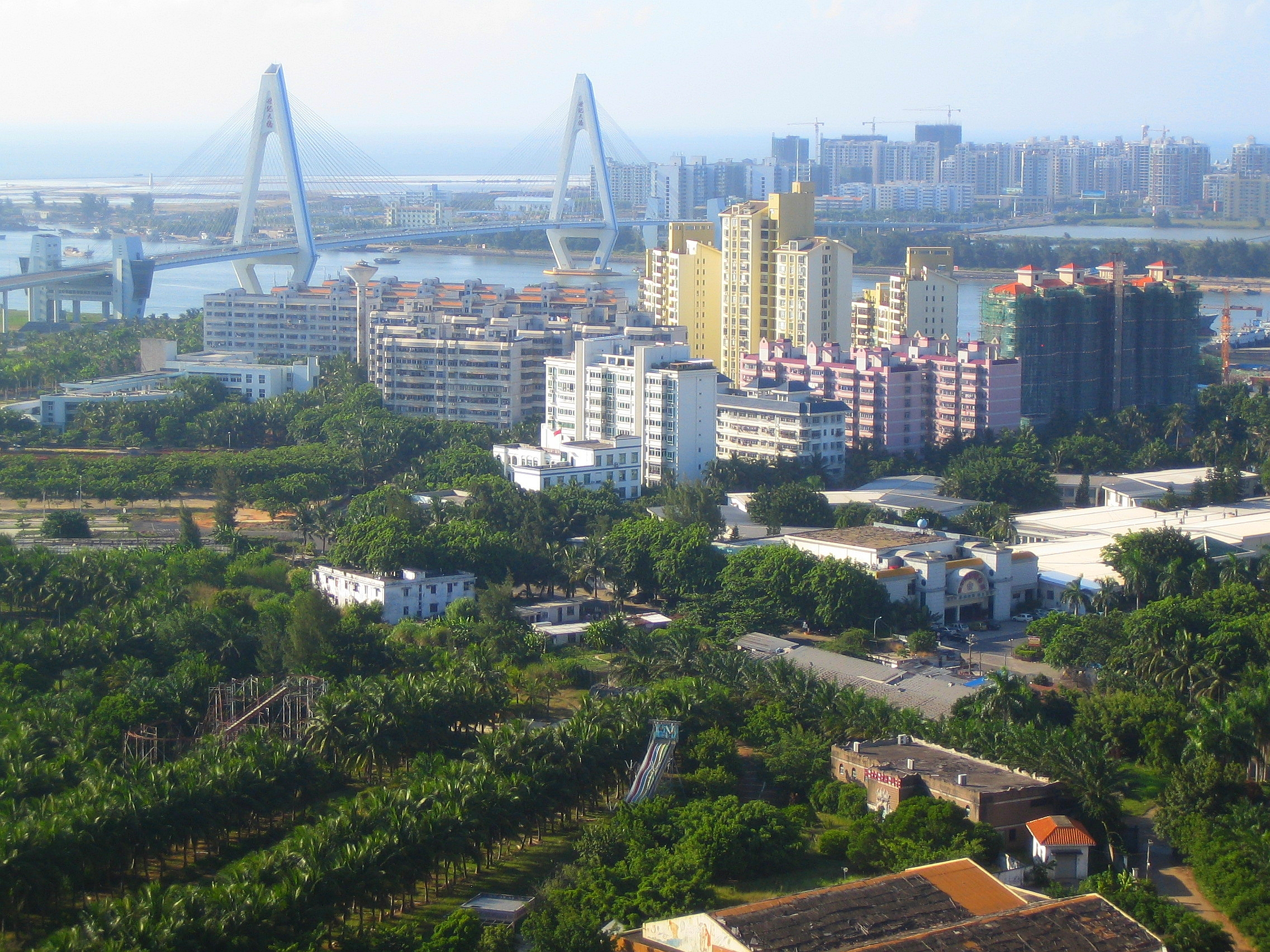
Cầu Hải Khẩu thế kỷ
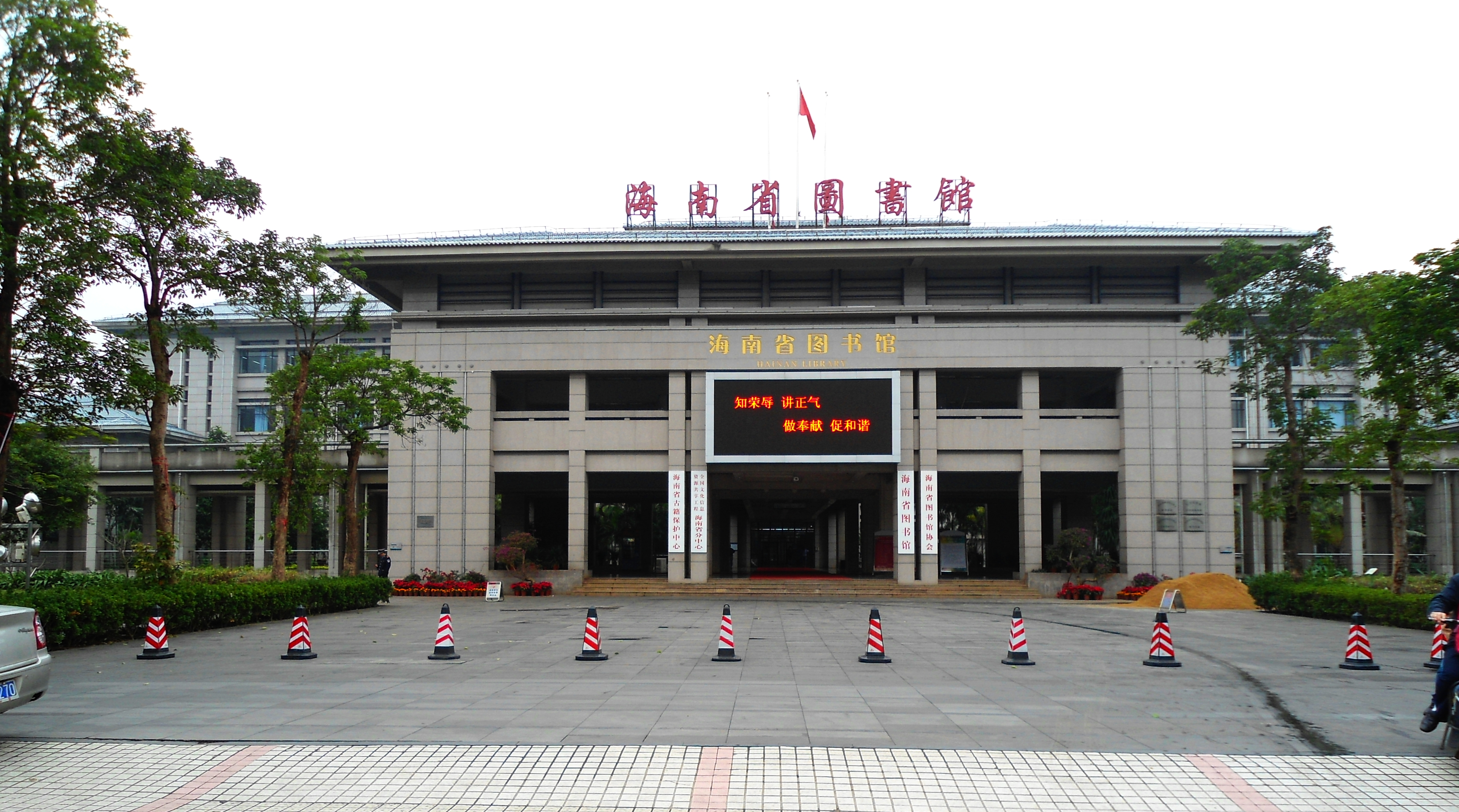
Thư viện tỉnh Hải Nam
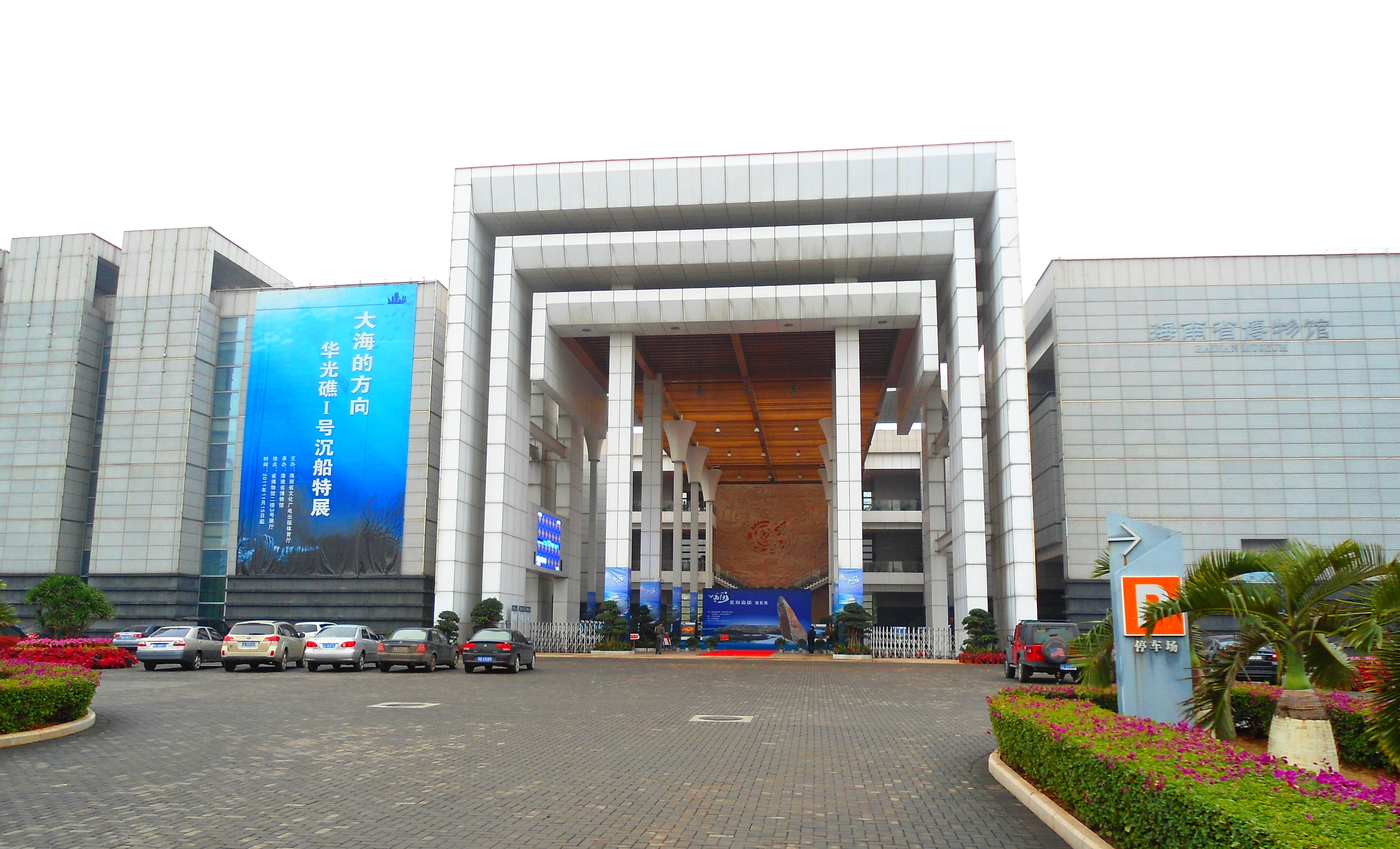
Bảo tàng Hải Nam
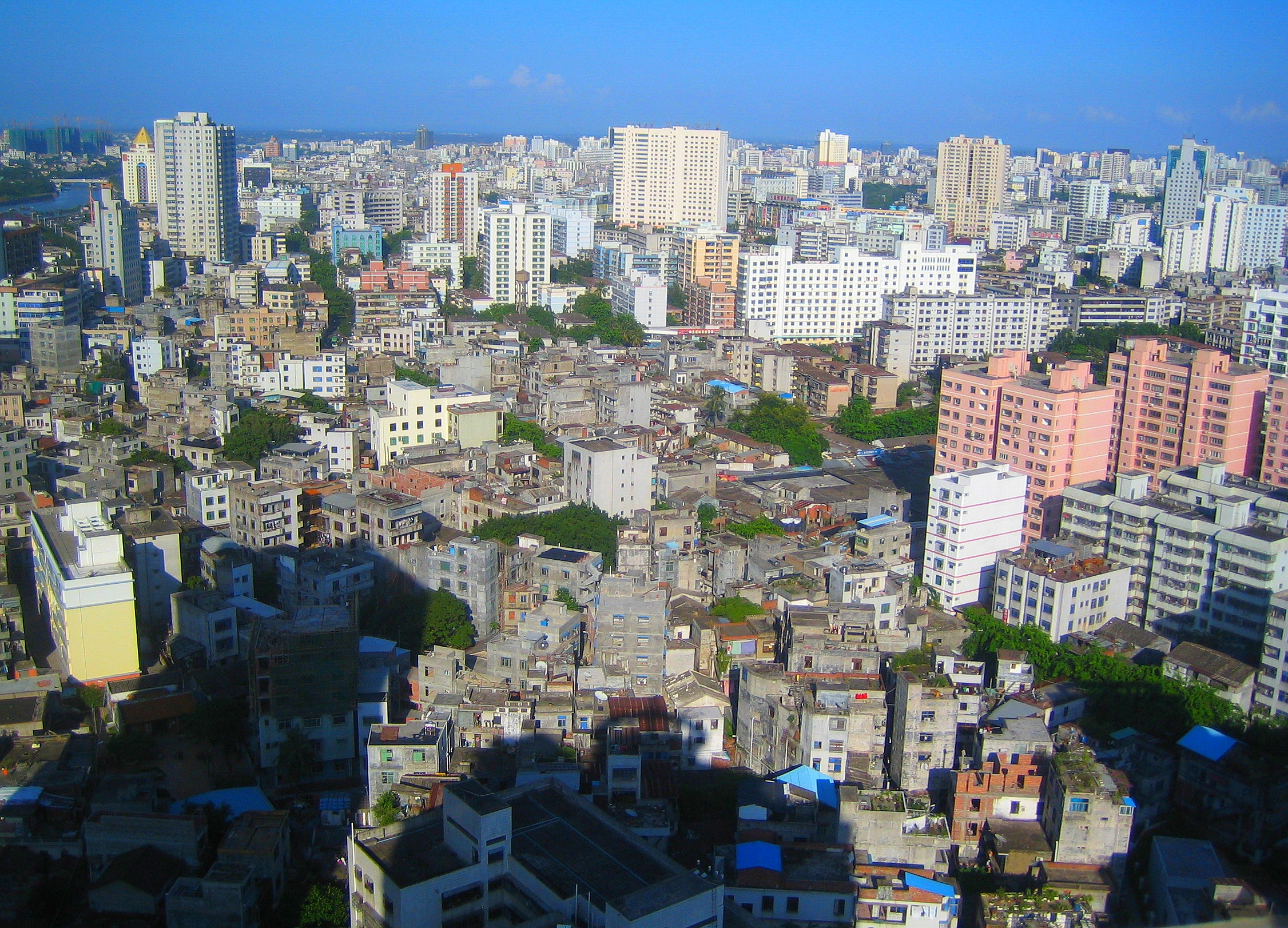
Công viên Evergreen nhìn từ phía đông
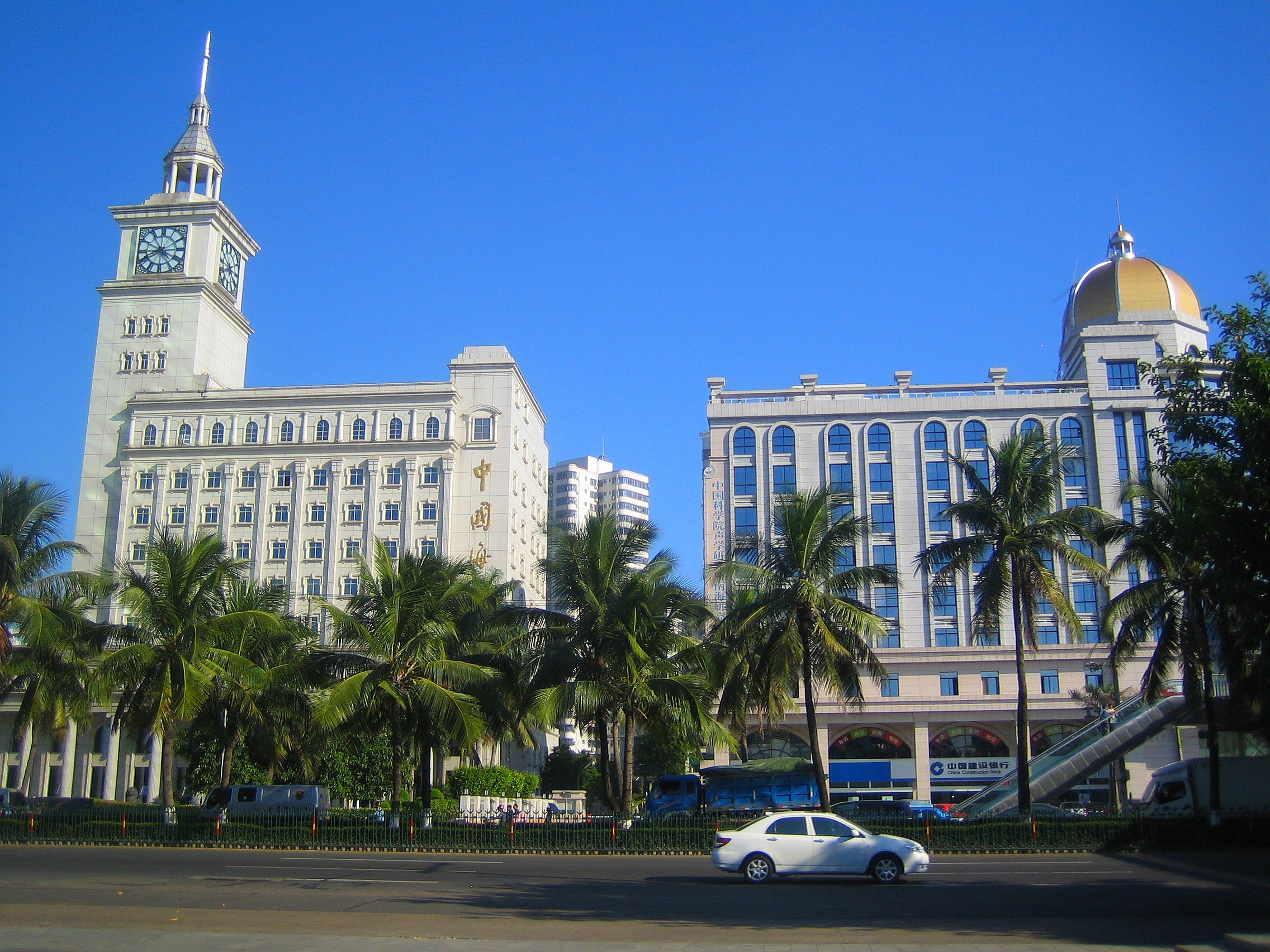
Tòa nhà hải quan